# Гаибов, Суяр
Суяр Гаибов (1904 год, аул Куркат, Ходжентский уезд, Самаркандская область, Туркестанский край, Российская империя — 16 января 1967 года, село Куркат, Науский район, Ленинабадская область, Таджикская ССР) — председатель колхоза имени Тельмана Науского района Ленинабадской области, Таджикская ССР. Герой Социалистического Труда (1948).

## Биография
Родился в 1904 году в бедной узбекской крестьянской семье в ауле Куркат Ходжентского уезда. Во время коллективизации в 1930 году вступил в местный хлопководческий колхоз, который позднее был преобразован в колхоз имени Тельмана Науского района. Трудился рядовым колхозником, звеньевым хлопководческого звена.
В 1947 году звено под его руководством собрало в среднем с каждого гектара по 85,2 центнера хлопка-сырца на участке площадью 6 гектаров. Указом Президиума Верховного Совета СССР от 1 марта 1948 года удостоен звания Героя Социалистического Труда за «получение высокого урожая хлопка при выполнении колхозом обязательных поставок и натуроплаты за работу МТС в 1947 году и обеспеченности семенами зерновых культур для весеннего сева 1948 года» с вручением ордена Ленина и золотой медали «Серп и Молот».
В последующие годы трудился бригадиром колхоза имени Калинина (1948—1952). С 1953 года — рядовой колхозник колхоза «Гулистан» (позднее — имени 50-летия Октября) Науского района.
После выхода на пенсию проживал в родном селе. Персональный пенсионер союзного значения. Умер в январе 1967 года.
Награды
- Герой Социалистического Труда
- Орден Ленина
- Медаль «За доблестный труд в Великой Отечественной войне 1941—1945 гг.»